# Isole Raja Ampat
Le Isole Raja Ampat (in indonesiano: Kepulauan Raja Ampat ovvero "i quattro re") sono un arcipelago dell'Indonesia formato da circa 2.700 isole per lo più montuose situate ad ovest della Nuova Guinea, di fronte alla penisola di Doberai. L'arcipelago si trova all'incontro tra l'Oceano Pacifico e il Mediterraneo Australasiatico, e geograficamente fa parte del continente oceaniano. Fanno parte della nuova provincia di Papua sud-occidentale dal 2022.

## Geografia
L'arcipelago delle isole Raja Ampat è composto da 2.713 isole, con quattro isole principali (Waigeo, Misool, Batanta e Salawati) e altre isole ed isolotti minori. Secondo i dati del 2021 le isole sono abitate da 64.141 persone.
Le principali isole che compongono l'arcipelago sono:
- Salawati;
- Batanta;
- Isole Fam, a nord-ovest di Batanta;
- Isole Boo, nella zona occidentale dell'arcipelago;
- Misool;
- Waigeo;
  - Gam, a sud di Waigeo;
  - Kawe, a ovest di Waigeo;
- Isole Wayag, nel settore nord-occidentale;
- Kofiau, a ovest di Salawati.

Le isole hanno una morfologia dominata da aree collinari ricoperte di foreste naturali. L'altitudine varia da 0 a 920 m. slm. Waigeo è l'isola più alta, dove le cime delle montagne raggiungono un'altezza di 920 m s.l.m. l'Isola Misool, che occupa la parte meridionale di Raja Ampat, ha un'altezza massima di 327 m slm.L'isola di Salawati presenta un'ampia zone pianeggiante nella sua parte meridionale.

### Clima
Le isole sono poste a cavallo dell'Equatore: l'isola di Kawe l'attraversa, le isole Waigeo sono nell'emisfero nord e il resto delle isole nell'emisfero sud.
In base alla classificazione climatica di Koppen le isole Raja Ampat hanno un clima da foresta pluviale tropicale (Af) con precipitazioni elevate durante tutto l'anno. Le precipitazioni massime in questa regione si verificano nel periodo maggio-luglio con precipitazioni mensili superiori a 220 mm al mese. Le precipitazioni annuali nella regione di Raja Ampat variano da 2.000 a 3.000 mm all'anno con un numero di giorni di pioggia che variano da 170 a 230 giorni di pioggia all'anno. La temperatura varia tra 22° e 33° C.

## Geografia politica
Le isole fanno parte della provincia indonesiana di Papua sud-occidentale.
Amministrativamente la quasi totalità del territorio ricade nella Reggenza di Raja Ampat, con l'eccezione della parte sud dell'isola di Salawati che fa parte della Reggenza di Sorong.

## Storia
Il nome di Raja Ampat (raja significa re ed empat significa quattro) derivebbe dalla mitologia locale che racconta di una donna che trova sette uova. Quattro delle sette si schiudono e diventano re che occupano quattro delle isole più grandi di Raja Ampat mentre le altre tre diventano un fantasma, una donna e una pietra.
Il primo avvistamento e sbarco registrato da parte di europei delle isole Ampat fu da parte del navigatore portoghese Jorge de Menezes e del suo equipaggio nel 1526, in rotta da Biak, la penisola di Bird's Head e Waigeo, verso Jailolo (Ternate).
L'islam arrivò per la prima volta nelle isole Raja Ampat nel XV secolo a causa di contatti politici ed economici con il Sultanato di Bacan. Durante il XVI e il XVII secolo, il sultano di Tidore, con sede nelle Molucche, aveva stretti legami economici e politici con le isole, in particolare con Gurabesi. Durante questo periodo, l'Islam si stabilì saldamente e i capi locali iniziarono ad adottarlo. Le isole Raja Ampat erano state colonizzate in passato da un popolo marinaro originario di Biak. La colonizzazione potrebbe essere avvenuta nel XVI secolo. Il mitico eroe Biak Gurabesi, durante un viaggio verso ovest, finì alla corte del primo sultano di Tidore nelle Molucche settentrionali, Jamaluddin, che regnò dal 1495 al 1512. Jamaluddin era a quel tempo impegnato in una battaglia con una flotta da guerra del Principato di Jailolo su Halmahera. Gura Besi aiutò il sultano a sconfiggere la flotta e in cambio ricevette in dono una delle sue figlie, Boki Tabai. Gurabesi fu anche nominato re dell'arcipelago a ovest del Vogelkop, sebbene rimase in debito con il sultano. Gura Besi si stabilì con la principessa Boki Tabai a Waigeo e vi ebbe quattro figli. Dopo la morte di Gura Besi, i figli litigarono tra loro. Si separarono, ognuno si stabilì su una delle isole più grandi e lì si proclamò re. L'arcipelago deve proprio il suo nome olandese al nome Viervorsteneilanden. Raja è indonesiano per re o monarca; ampat è la variante malese locale per empat, la parola indonesiana per il numero quattro. Questo mito, basato in parte su basi storiche, è stato successivamente utilizzato dal presidente indonesiano Sukarno per sottolineare gli stretti legami tra Papua e Indonesia. Il mito fu riutilizzato da Sukarno nel periodo tra il 1948 e il 1962 per comprovare le rivendicazioni indonesiane sulla Nuova Guinea olandese.
Lo stretto rapporto tra i monarchi delle isole Raja Ampat e delle Molucche era stato notato anche dai portoghesi nel XVI secolo. A quel tempo esistevano stretti rapporti con il sultanato di Batjan (Bacan) a sud-ovest di Halmahera. Anche l'Islam è entrato nelle isole Raja Ampat attraverso contatti commerciali. Parte della popolazione dell'isola, in particolare a Misool, si convertì all'islam in quel periodo.
Come conseguenza di questi legami, Raja Ampat era considerata parte del Sultanato di Tidore. Dopo che la Compagnia olandese delle Indie orientali occupò a poco a poco le Molucche, fu successivamente rivendicato dai Paesi Bassi.
La parola "Papua" avrebbe avuto origine nelle isole Raja Ampat. Seguendo l'esempio di Biak, la popolazione effettuava regolarmente incursioni (raid) su altre isole e anche i villaggi di pescatori sulle coste delle Molucche venivano razziati. Gli abitanti delle isole Raja Ampat non erano molto conosciuti nelle Molucche e venivano chiamati papwa. Originariamente questo nome era usato solo per gli abitanti delle isole Raja Ampat, ma in seguito il nome fu corrotto in Papua, e come pars pro toto entrò in uso per riferirsi a tutti gli abitanti della Nuova Guinea.
L'esploratore inglese William Dampier ha dato il nome allo stretto di Dampier, che separa l'isola di Batanta dall'isola di Waigeo. Ad est c'è uno stretto che separa Batanta da Salawati. Nel 1759 il capitano William Wilson, navigando su un East Indiaman di nome Pitt, navigò in queste acque e chiamò uno stretto "stretto di Pitt", dal nome della sua nave; questo era probabilmente il canale tra Batanta e Salawati.
Le isole Raja Ampat facevano parte della Nuova Guinea olandese nel periodo tra il 1948 e il 1962. Il gruppo di isole era una località amministrativa separata appartenente al dipartimento della Nuova Guinea occidentale. La località amministrativa era amministrata dalla piccola isola di Doom al largo della costa del porto di Sorong, sulla punta occidentale del Vogelkop.

## Lingue
Gli abitanti delle Raja Ampat parlavano lingue halmahera-cenderawasih che secondo Ethnologue sarebbero le seguenti:
- Lingue raja ampat (10)
  - Lingua as  [asz]
  - Lingua biga  [bhc]
  - Lingua gebe  [gei]
  - Lingua kawe  [kgb]
  - Lingua legenyem  [lcc]
  - Lingua maden  [xmx]
  - Lingua matbat  [xmt]
  - Lingua ma'ya  [slz]
  - Lingua waigeo  [wgo]
  - Lingua wauyai  [wuy]

Come lingua franca, il malese papuano tende a rimpiazzarle.
Le lingue del mar di Halmahera, note anche come lingue Raja Ampat-South Halmahera (RASH), sono un ramo delle lingue maleo-polinesiache dell'Indonesia orientale. Sono parlate sulle isole del mar di Halmahera e ai suoi margini dalla costa sud-orientale di Halmahera alle isole Raja Ampat al largo della punta occidentale della Nuova Guinea.
Le lingue delle isole Raja Ampat mostrano una forte influenza del substrato papuano; non è chiaro se siano effettivamente lingue austronesiane in contrapposizione alle lingue papuane rilessificate.
Remijsen (2001) e Blust (1978) hanno collegato le lingue di Raja Ampat alle lingue South Halmahera. David Kamholz (2014) scompone Raja Ampat, in modo che la struttura delle lingue Halmahera Sea sia la seguente:
- Halmahera meridionale:
  - Ambel–Biga: Waigeo (Ambel), Biga
  - Come (Gam)
  - Maden
  - Maya–Matbat: Matbat, Ma'ya (Salawati, Laganyan (Legenyem), Wauyai, Kawe, Batanta; forse lingue distinte)

## Ecologia
Le risorse naturali oceaniche attorno a Raja Ampat le offrono un potenziale significativo come zona turistica. Molte fonti considerano Raja Ampat come uno dei 10 luoghi più popolari per le immersioni mentre rimane al numero uno in classifica in termini di biodiversità sottomarina.
Secondo Conservation International, sondaggi marini suggeriscono che la diversità della vita marina nell'aria di Raja Ampat è la più alta registrata sulla terra. La diversità è considerevolmente più alta rispetto ad altre zone campionate nel triangolo corallino composto da Indonesia, Malesia, Filippine, Papua Nuova Guinea, isole Salomone e Timor Est. Il triangolo corallino è il cuore della biodiversità della barriera corallina di tutto il mondo, cosa che rende Raja Ampat possibilmente l'ecosistema corallino più ricco in tutto il mondo.
Le massicce colonie coralline della zona assieme alle temperature della superficie dell'acqua relativamente alte, suggeriscono inoltre che la sua barriera corallina possa essere relativamente resistente a minacce come sbiancamento del corallo e malattie del corallo, cosa che al momento sta mettendo in pericolo la sopravvivenza di altri ecosistemi corallini in tutto il mondo. Le isole di Raja Ampat sono remote e relativamente indisturbate dall'uomo.
L'alta diversità marina di Raja Ampat è fortemente influenzata dalla sua posizione tra gli oceani Pacifico ed indiano, dato che corallo e larve di pesce vengono condivisi più facilmente fra i due oceani. La diversità corallina di Raja Ampat, la sua resilienza ed il ruolo come fonte di dispersione larvale la rende una priorità globale per la protezione marina.
Con 1508 specie di pesci, 537 specie di corallo (un considerevole 96% di tutta la scleractinia registrata in Indonesia si verifica su queste isole ed il 75% di tutte le specie che esistono al mondo) e 699 specie di molluschi, la varietà di vita marina è impressionante. Alcune zone vantano enormi banchi di pesci e avvistamenti regolari di squali, come il wobbegong.
Le isole di Raja Ampat presentano almeno tre polle contenenti meduse non velenose, tutte nell'area di Misool.